# Lucio Valerio Pudente
Lucio Valerio Pudente (Istonio, 93 – ...) è stato un poeta e letterato latino dell'età imperiale romana.

## Biografia

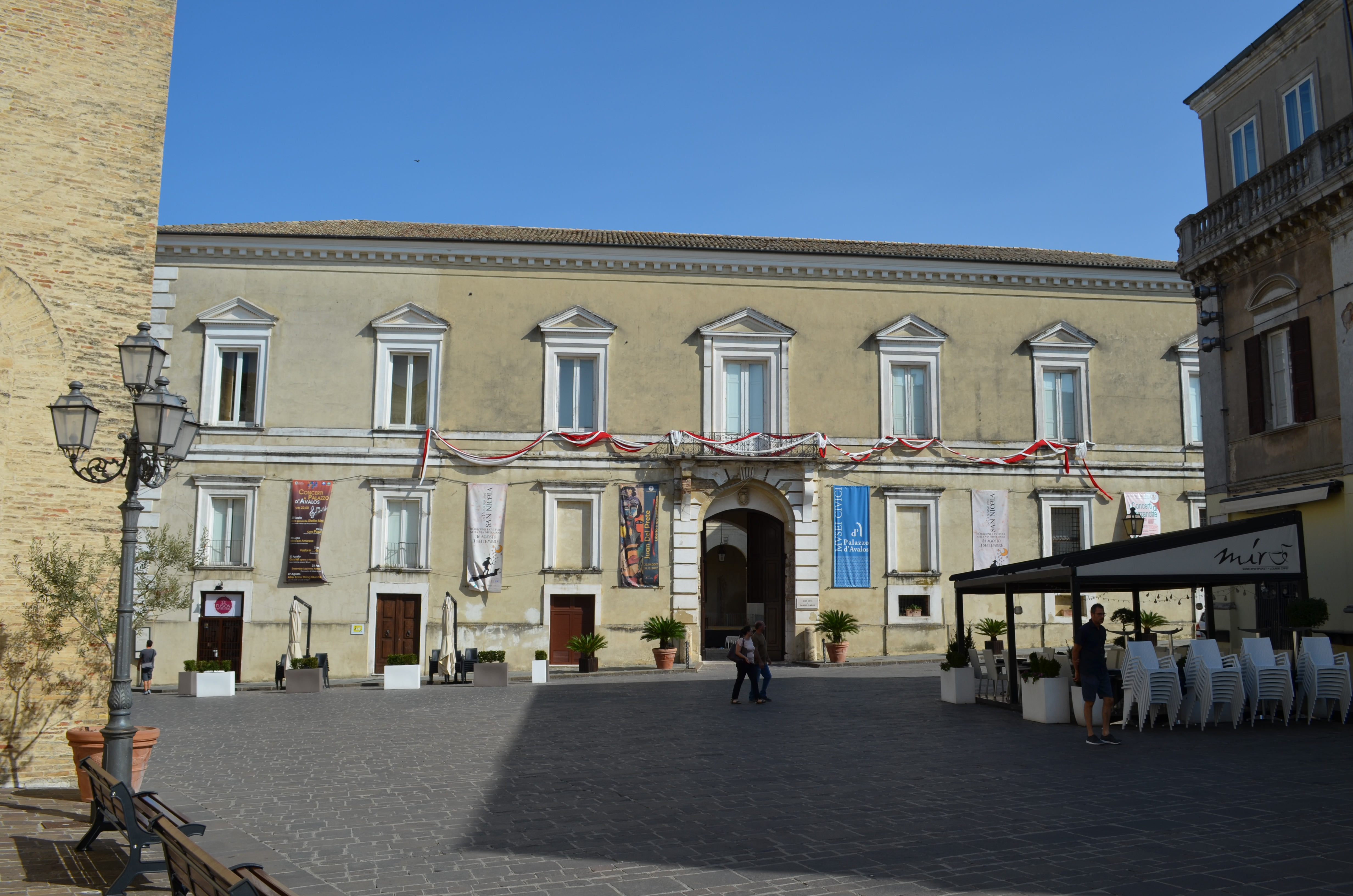
Piazza Lucio Valerio Pudente a Vasto, con vista del Palazzo d'Avalos

Nato a Vasto nel 93 d.C., all'epoca denominata Istonio o Histonium, nel 106 d.C., all'età di tredici anni, fu coronato poeta latino, partecipando al sesto Sacro Agone di Giove Capitolino, istituito dall'imperatore Domiziano vent'anni prima. Entrato nella contesa, in virtù del suo ingegno, conseguì, per voto unanime della giuria, il primo premio per la poesia latina, superando tutti i suoi concorrenti. Per tale successo, il popolo istoniese decretò che a Lucio Valerio Pudente fosse eretta, con pubblica sottoscrizione, una statua marmorea.
Lo storico vastese Luigi Marchesani, a seguito di uno scavo eseguito nel XIX secolo, recuperò la testa della statua e la lapide, scolpita su un blocco di pietra, conservata nel museo archeologico di Palazzo d'Avalos. Di Lucio Valerio Pudente resta inoltre un ritratto ottocentesco eseguito dall'artista Nicola De Laurentiis per il sipario del teatro comunale "Gabriele Rossetti" di Vasto. Dei suoi componimenti poetici tuttavia non è giunto nulla. Nel XIX secolo, nella città vastese, gli è stata intitolata la piazza compresa tra la chiesa di San Giuseppe e il Palazzo D'Avalos.